# Jan Leslie
Jan Leslie Lund (* 20. Mai 1971) ist ein ehemaliger dänischer Handballspieler, der mittlerweile als Handballtrainer tätig ist.

## Karriere
Leslie übte zwischen 1998 und 2000 bei Farsø KFUM sowie zwischen 2000 und 2002 bei HF Mors den Posten des Spielertrainers aus. Von 2002 bis 2006 trainierte er die Frauenmannschaft von Team Esbjerg, die 2004 in die höchste dänische Spielklasse aufstieg. Im Sommer 2006 wurde er als Co-Trainer bei der Frauenmannschaft von Aalborg DH unter Vertrag genommen. Nachdem Aalborg DH im Februar 2007 seinen Trainer Christian Dalmose entlassen hatte, übernahm Leslie bis zum Saisonende 2006/07 den Trainerposten. Daraufhin wechselte er in den Männerbereich und übernahm das Co-Traineramt vom dänischen Erstligisten Skjern Håndbold.
Leslie verließ im Januar 2009 Skjern und übernahm die Frauenmannschaft von Randers HK. Unter seiner Leitung gewann Randers 2010 den EHF-Pokal sowie 2012 die dänische Meisterschaft. Im Jahr 2014 wechselte er zum russischen Frauen-Erstligisten GK Rostow am Don. Nachdem Leslie die Mannschaft im Jahr 2015 zur russischen Meisterschaft sowie in den Jahren 2015 und 2016 zum russischen Pokalsieg geführt hatte, verließ er im November 2016 Rostow. Ab Februar 2017 bekleidete er den Co-Trainerposten des dänischen Männer-Erstligisten Ribe-Esbjerg HH. Zur Saison 2017/18 übertrug die Vereinsführung ihm die Verantwortung für die Erstligamannschaft. Nach sechs Punkten aus elf Ligaspielen trennte sich der Verein im November 2017 von ihm.
Zur Saison 2019/20 übernahm Leslie die neugegründete Frauenmannschaft von PGK ZSKA Moskau, die einen Startplatz in der höchsten russischen Spielklasse erhielt. Im März 2021 wurde er von seinen Aufgaben entbunden. Nachdem Horsens HK nach dem dritten Spieltag der Saison 2021/22 seinen Trainer entlassen hatte, übernahm Leslie die Verantwortung für die Frauen-Erstligamannschaft. Seit der Saison 2023/24 trainiert er den rumänischen Erstligisten HC Dunărea Brăila.